# Акшамлук
Акшамлук (тур. akşam: вече, сумрак, сутон), је обичај уживања извесне, обично мање количине ракије око вечери. Постоји многобројна историјска документација, из које се види да је власт прогонила Муслимане који су се одавали алкохолу, јер ислам забрањује својим припадницима да пију алкохолна пића. Зато је у неким периодима, долазило до затварања крчми.
Акшамлучи се редовно у мањем интимном друштву, обично сваке вечери, осим у месецу рамазана. За акшамлук су се бирала места у природи са лепим видиком, затим крчма, а појединци су акшамлучили и код своје куће или пријатеља. Свак је знао своју гиду (тур. gida: мера), а пило се без журбе уз тихи разговор, каткад и уз тиху песму и свирку. Уз ракију је ишла и меза (персијски: yкус, зачин, посластица уз пиће), а то је редовно била мања количина сира, сувог меса (печенице), суџука (тур. sucuk: кобасица од говеђег или брављег меса), салате, сувог воћа, ораха, бадема, лешника, маслина и сл.
Акшамлучење је претежно градски обичај у Босни, нарочито у шљивородним крајевима (у Херцеговини је готово непознат) и није специфично муслимански. Акшамлучили су искључиво мушкарци, обично старији од четрдесете године живота. Одрицање од алкохола обележавало се пригодном свечаношћу и пуштањем браде. После тога такав појединац, настојао је да се посвети верски чистом животу.
Појаву одбацивања алкохола у Муслимана у познијем животном добу запазио је и А. Хилфердинг, руски слависта (1859).
За акшамлук се узимала искључиво ракија. Муслимани, па и жене у Херцеговини, пили су (х)ардалију (врсту мошта од неких врста воћа са бобицама горушице (слачице) или са циметом).